# Карл (Шлезвиг-Холщайн-Зондербург-Глюксбург)
Карл фон Шлезвиг-Холщайн-Зондербург-Глюксбург (на немски: Karl Herzog von Schleswig-Holstein-Sonderburg-Glücksburg; * 30 септември 1813, дворец Готорп при Шлезвиг, † 24 октомври 1878, дворец Луизенлунд) от фамилията Олденбург, е херцог на Шлезвиг-Холщайн-Зондербург-Глюксбург (1831 – 1878).

## Биография
Той е най-големият син (третото дете) на херцог Фридрих Вилхелм фон Шлезвиг-Холщайн-Зондербург-Глюксбург (1785 – 1831) и съпругата му принцеса Луиза Каролина фон Хесен-Касел (1789 – 1867), дъщеря на ландграф Карл фон Хесен-Касел (1744 – 1836) и принцеса Луиза Датска (1750 – 1831), дъщеря на датския крал Фредерик V. По-малкият му брат Кристиан IX (1818 – 1906) е крал на Дания (1863 – 1906).
Карл започва военна кариера, става полковник и командир. Със смъртта на баща му на 17 февруари 1831 г. става вторият херцог на Шлезвиг-Холщайн-Зондербург-Глюксбург и се грижи за големите имоти. Той е масон.
Карл умира без наследници на 24 октомври 1878 г. на 65 г. в дворец Луизенлунд. Погребан е в херцогския мавзолей в градското гробище Глюксбург. Наследен е от по-малкия му брат Фридрих (1814 – 1885) като херцог на Шлезвиг-Холщайн-Зондербург-Глюксбург.

## Фамилия
Карл фон Шлезвиг-Холщайн-Зондербург-Глюксбург се жени на 19 май 1838 г. в дворец Амалиенборг, Копенхаген, за братовчедката си принцеса Вилхелмина Мария Датска (* 18 януари 1808, Кил; † 30 май 1891, Глюксбург), разведена 1837 г. от принц и по-късен крал Фредрик VII от Дания (1808 – 1863), дъщеря на датския крал Фредерик VI (1768 – 1839) и първата му съпруга принцеса Мария София Фридерика фон Хесен-Касел (1767 – 1852). Бракът е бездетен:
Карл фон Шлезвиг-Холщайн-Зондербург-Глюксбург има две незаконни деца:
- Емануел фон Робендорф (* 18 август 1851, Париж; † 26 март 1927, Баден-Баден), женен за Георгина Тиргертнер-Друмонд (* 23 октомври 1848; † 3 май 1926, Баден-Баден)
- Мария-Каролина фон Робендорф (* 8 септември 1854, Париж), омъжена на 3 февруари 1903 г. за Овен Левис († 4 юли 1918)

## Галерия
- Херцог Карл на 12 години (1829)
- Принцеса Вилхелмина Датска
- Луизенлунд